# Черезы
Черезы — деревня в составе Немского района Кировской области.

## География
Находится на дороге Богородское-Нолинск на расстоянии примерно 22 километра по прямой на северо-запад от районного центра поселка Нема.

## История
Деревня известна с 1717 года, когда в ней (на тот момент починок Березовский) было учтено 10 дворов, в 1764 году 189 жителей. В 1873 году учтено дворов 44 и жителей 324, в 1905 53 и 327, в 1926 61 и 320, в 1950 62 и 214 соответственно, в 1989 263 жителя. До 2021 года входила в Архангельское сельское поселение Немского района, ныне непосредственно в составе Немского района.

## Население
Постоянное население составляло 243 человека (русские 96 %) в 2002 году, 193 в 2010.